# Generální vikář

Heraldický erb generálního vikáře.
Je stejný jako u biskupského vikáře, probošta aj., pakliže nositel není zároveň pomocným biskupem. Pokud je biskupem, používá se biskupský erb.

Generální vikář je druhý nejvyšší úřad ve správě římskokatolické diecéze. Zastupuje diecézního biskupa jako správce diecéze ve všech aspektech jeho výkonné moci, s výjimkou těch, které si biskup vyhradil pro sebe, nebo které svěřil do pravomocí některému biskupskému vikáři, a je spolu s diecézním biskupem statutárním orgánem diecéze.

## Západní křesťanství
Svého generálního vikáře musí mít každá diecéze. Obsazení úřadu určuje sám diecézní biskup, který jej může přidělit i vícero lidem, viz např. královéhradeckou diecézi, která měla v letech 2008–2010 generální vikáře dva.
Generální vikář musí být mimo jiné kněz ve věku nejméně 30 let, nesmí být příbuzný diecézního biskupa (až do 4. stupně). Jeho moc zaniká uplynutím doby, na niž byl jmenován (není-li pomocným biskupem), zřeknutím se, odvoláním a také uvolněním úřadu diecézního biskupa.

## Východní křesťanství
V řeckokatolické a pravoslavné církvi se držitel obdobného úřadu označuje jako protosyncel.

### Seznamy generálních vikářů
- Seznam kardinálů vikářů - generálních vikářů papeže pro diecézi Řím
- Seznam vikářů Jeho Svatosti pro Vatikánské město
- Seznam generálních vikářů olomoucké diecéze a arcidiecéze
- Seznam generálních vikářů litoměřické diecéze